# كريس غوثري
كريس غوثري (بالإنجليزية: Chris Guthrie)‏ هو لاعب كرة قدم بريطاني في مركز الهجوم، ولد في 7 سبتمبر 1953 في هكسهام ‏ في المملكة المتحدة. لعب مع رودا كيركراده وسويندون تاون وشيفيلد يونايتد ونادي ساوثيند يونايتد ونادي فولهام ونادي ميلوول ونيوكاسل يونايتد.